# Martin Bormann
Martin Bormann (17. června 1900, Halberstadt – 2. května 1945, Berlín) byl vysoce postavený činitel nacistického Německa, mj. vedoucí kanceláře Adolfa Hitlera (respektive jeho osobní tajemník) a vedoucí hlavní kanceláře NSDAP v hodnosti říšského ministra. Byl znám jako „hnědá (či také šedá) eminence“ a postupně se propracoval mezi nejmocnější muže Třetí říše. Mezi vrcholnými nacisty proslul jako velmi ambiciózní a pragmatický technolog moci, který cílevědomě budoval svou pozici a oblibu u Hitlera a odstraňoval z jeho blízkosti své konkurenty.

## Život
Byl synem vojenského hudebníka a poštovního úředníka v Halberstadtu, který však záhy zemřel a tak byl vychováván otčímem, bankovním ředitelem. Studoval reálné gymnázium ve Výmaru, ale studium nedokončil. Za první světové války sloužil u dělostřeleckého pluku a po válce pracoval na šlechtickém velkostatku v Meklenbursku v Herzbergu u Parchimu, kde řídil ilegální a pravicově nacionální dobrovolnický sbor, což byla tlupa bývalých vojáků, kterou majitel statku najímal na hlídání nedaleké otevřené hranice s Polskem. V roce 1924 byl odsouzen k jedenáctiměsíčnímu vězení za napomáhání při těžkém ublížení na zdraví s dokonaným zabitím (vražda Walthera Kadowa). Jeho spolupachatelem byl Rudolf Höss, který dostal deset let.

### Kariéra
Výhodným sňatkem s Gerdou Buchovou, dcerou partajního soudce NSDAP Waltera Bucha, jeho kariéra nabrala vzestupnou tendenci. Stal se vedoucím podpůrné pokladny NSDAP, od roku 1932 řídil hlavní správu strany. Vrcholu kariéry dosáhl jako vůdcův tajemník. Byl to také on, kdo dostal (a i realizoval) myšlenku vybudovat pro Adolfa Hitlera tzv. Orlí hnízdo – novodobou tvrz v nedostupných Alpách, k příležitosti vůdcových 50. narozenin.
Adolf Hitler jej ve své závěti označil za „svého nejvěrnějšího muže“ a jejího vykonavatele.

### Nenáviděná osoba
Bormann se velmi snažil, aby se nikdo nedostal k Hitlerovi blíže než on. To se mu i často dařilo. Jeho přístup k ostatním z něj však udělal nejnenáviděnějšího muže v Hitlerově okolí.
Albert Speer, jehož obliba ze strany Hitlera Bormannovi obzvlášť vadila, o něm ve svých pamětech k roku 1943 vzpomínal:
„Energicky, brutálně a lstivě dbal na to, aby se nikdo nedostal výš. Nyní nasadil všechny páky, aby zredukoval mou moc.“
Laura Schrödelová, Hessova sekretářka, o něm prohlásila ve vztahu k Hitlerově sídle na Obersalzbergu:
„Tam se z Bormanna stal, jak jsme říkali, satan.“
„Nikdo ho neměl rád.“
Reinhard Spitzy, Ribbentropův referent, na něj zase vzpomínal takto:
„Bormann se udělal naprosto nepostradatelným a u něj fungovalo vše nejlépe. Byl to však zlý duch. Já osobně jsem Bormanna nenáviděl. Nemohl jsem ho vystát, měl jsem pocit, že je to naprosto od základu zlý člověk.“

### Odsouzení v nepřítomnosti a smrt
V Norimberském procesu byl Bormann v nepřítomnosti odsouzen k trestu smrti – nevědělo se totiž v té době zcela jistě, zdali ještě není naživu a nebude dopaden. Ač se v dnešní době jeví jako nejpravděpodobnější variantou jeho smrti sebevražda ampulí cyankáli, kolem jeho smrti dodnes zůstává několik otazníků. Naposledy byl totiž spatřen v noci na 2. května 1945 Arturem Axmannem v blízkosti berlínského nádraží Lehrter Bahnhof, když spolu opouštěli Hitlerův bunkr před blížící se sovětskou armádou – jejich cesty se ale krátce nato rozešly. V roce 1972 byly však dělníky, zcela náhodou, při stavebních pracích v oblasti tohoto nádraží nalezeny kosterní ostatky, které nesly stopy užití cyankáli. Užití této ampule potvrdil později i ústav soudního lékařství a 11. dubna 1973 byl Martin Bormann úředně prohlášen za mrtvého. To, že tyto ostatky patří skutečně Bormannovi, se v roce 1998 definitivně potvrdilo analýzou DNA.
Zanechal po sobě několik dětí, jeho nejstarší syn Martin Bormann ml. (1930–2013) se stal teologem a je znám i z několika dokumentů pojednávajících o jeho otci. O svém otci v jednom z nich prohlásil:
„Myslím, že Hitler byl pro mého otce osobou, které zasvětil nebo věnoval svůj život. Svou celou tvůrčí sílu, svou osobní oddanost. Bylo to snad ještě silnější než jeho vztah k rodině.“

### Manželství a vztah k milence
V roce 1929 se oženil s Gerdou Buchovou (1909–1946), jejíž rodina patřila k věrným a uvědomělým příznivcům nacismu a NSDAP. Gerda byla z nacionálněsocialistického hlediska příkladnou manželkou, jejíž zájmy se omezovaly na domácnost a výchovu dětí, kterých měla se svým manželem nakonec devět. Vedle své ženy udržoval však také dlouhodobý milenecký vztah s herečkou Manjou Behrensovou. Gerda ale o mileneckých aférách svého muže věděla a dokonce ho v jeho počínání podporovala, o čemž svědčí dochovaná korespondence mezi oběma manželi. Gerda Bormannová považovala svou toleranci za zcela samozřejmou a zastávala názor, že ctnostný a rasově hodnotný muž by měl mít nárok na jedno či více manželství. Trio Martin Bormann, Gerda Bormannová a Manja Behrensová zřejmě fungovalo bez problémů, jak o tom svědčí například dopis Gerdy Bormannové z Obersalzbergu z 24. ledna 1944:
| „                                                                    | Mně je M. (Manja) tak sympatická, že bych se nikdy nemohla hněvat, a všechny děti ji mají moc rády. Je také mnohem lepší hospodyně než já. | “ |
| — Z dopisu Gerdy Bormannové svému manželi Martinovi z 24. ledna 1944 | |   |

Martin Bormann své ženě 18. srpna 1944 píše:
| „                                                               | Milá holčičko! Právě jsem mluvil s M. (Manjou). Ptala se, zda jsi dobře dojela, a zdůraznila, že se jí strašně stýská. Řekl jsem jí, že je milé, milované koťátko a že by zase měla brzy zajet do Obersalzbergu. | “ |
| — Z dopisu Martina Bormanna své manželce Gerdě z 18. srpna 1944 | |   |

Z desítek dochovaných dopisů je zcela zřejmé, že jeho manželství bylo i přes svou netradiční podobu skutečně velmi šťastné a harmonické. Gerda Bormannová se i veřejně zasazovala o uzákonění mnohoženství v nacistickém Německu, ovšem s tou podmínkou, že by další manželství sloužilo k plození potomstva a nebylo by zneužíváno k nevázanému pohlavnímu styku. Bojovala také o zrovnoprávnění nemanželských dětí a ostře kritizovala diskriminaci neprovdaných matek. Chtěla zakázat výraz „manželská nevěra“ ve filmu a literatuře. Její plány však nedošly naplnění a Gerda Bormannová, uvědomělá a fanatická podporovatelka nacismu, zemřela necelý rok po smrti svého manžela a po pádu nacistické říše, 23. března 1946.

## Vyznamenání
- Řád krve[2], (1938)
- Zlatý stranický odznak (1934)
- |  Služební vyznamenání NSDAP[3], bronzové a stříbrné
- Služební vyznamenání SS[4],
- SS-Ehrenring (1937)
- Čestný prýmek starého bojovníka
- Řád italské koruny , I. třídy – velkokříž (Italské království)
- Frontbann (1932)
- Olympia-Ehrenzeichen, I. třída (1938)

## Zajímavost
Jiří Šebánek použil postavu Martina Bormanna (který byl tehdy ještě formálně považován za zmizelého, tedy potenciálně živého) ve svém komediálním hororu Domácí zabijačka aneb „Nebyl tady Bormann?“, napsaném pro rané divadlo Járy Cimrmana (premiéra proběhla 7. února 1968). Ostatní postavy hry mají jediný cíl najít a zabít nacistu Bormanna (toho hrál Oldřich Unger), ale nakonec se nedopatřením pozabíjejí navzájem. Hra byla stažena z repertoáru divadla spolu s odchodem Jiřího Šebánka roku 1969, dočkala se tedy jen 34 repríz a zůstala téměř zapomenutá.